# Sypna ludifica
Sypna ludifica là một loài bướm đêm trong họ Erebidae.